# Anna Maria Rauck
Anna Maria Rauck, geborene Eckerlein, verwitwete Schweighöfer (* 25. Juli 1871 in Dieburg; † 30. Mai 1953 in Jugenheim) war eine hessische Politikerin (SPD Hessen) und Abgeordnete des Landtags des Volksstaates Hessen in der Weimarer Republik.

## Familie
Anna Maria Rauck war die Tochter des Spezereihändlers Friedrich Eckerlein und dessen Frau Josepha geborene Hopp. Anna Maria Rauck heiratete in erster Ehe Christian Schweighöfer (1860–1904) und am 23. November 1905 in Darmstadt in zweiter Ehe Georg Rauck. Sie hatte acht Kinder: Hildegard Hanftmann, Elisabeth Luise, Anna, Wilhelmine Katharina, Hedwig, Johanna, Mathilde Rauck und Georg Rauck.

## Ausbildung und Beruf
Anna Maria Rauck verließ die Mittelschule ohne Abschluss. Sie arbeitet als Dienstmädchen, Hausfrau und Schuhmachersgattin und seit 1905 Hausfrau und Buchdruckersgattin in Darmstadt. Im Ersten Weltkrieg war sie in der Frauenhilfe und Kriegsfürsorge und dort vor allem in der Jugendarbeit und in der Armenhilfe aktiv.

## Politik
Anna Maria Rauck gehörte dem Landtag 1919 bis 1921 eine Wahlperiode lang an.